# بوتزيستوك
بوتزيستوك (بالإنجليزية: Bützistock)‏ هو أحد جبال سلسلة جبال الألب غلاروس وجزء من القمة الأم ماغيراين يقع في كانتون غلاروس وكانتون سانت غالن، سويسرا. يبلغ ارتفاع الجبل حوالي 2496 متر، بينما يبلغ ارتفاع نتوء الجبل 261 متر.